# 黒澤貫太郎

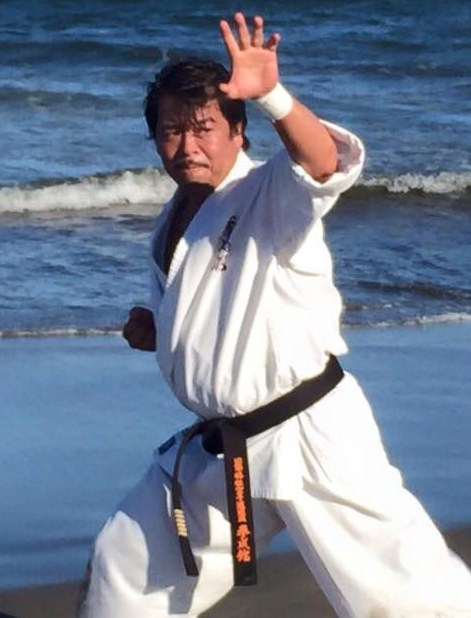

黒澤 貫太郎（くろさわ かんたろう、男性、1963年（昭和38年）5月1日 - ）は、日本の空手家。神奈川県出身。国際福祉空手道連盟拳成館の館長。

## 人物・略歴
神奈川県横浜市出身。
1976年、中学１年生の時に極真会館（渡辺十也師範）の道場に入門し、極真空手の修行に励む。
1979年、16歳で単身アメリカ・ニューヨークに渡り、極真会館ニューヨーク支部※当時（金村清次師範）の道場に入門。
帰国後、極真会館世界最高師範であった大山茂率いる国際大山空手道連盟（US大山空手）に入門。12年間の実戦空手の修行を経て弐段取得、指導員として従事する。
更に極真会館（松井派）横浜川崎支部に7年間在籍し、指導員として従事。
2005年に自流の流派である、「国際福祉空手道連盟 拳成館」を設立。
現在は保育園、障害者施設（放課後等デイサービス）、インターナショナルスクール等幅広く実戦空手による武道教育を広める活動を行っている。

## 資格・役職
- 国際福祉空手道連盟・拳成館館長
- 国際福祉空手道連盟・代表委員長

- 国際空手道連盟 極真会館・初段
- 国際大山空手道連盟・弐段
- 全日本武術総合空手道連盟・五段
- 日本空手道武徳協議会 伝沖縄正統空手道寛清流・六段
- 國際武術空手協会・七段

## 2.書籍フルコンタクト空手マガジンVol.104号https://ameblo.jp/bosskurosawa3851/entry-12870176529.html[1]
- 空手家一覧